# Salmo 62
El salmo 62  es, según la numeración hebrea, el sexagésimo segundo salmo del Libro de los salmos de la Biblia. Corresponde al salmo 61 según la numeración de la Biblia Septuaginta griega, empleada también en la Vulgata latina. Por este motivo, recogiendo la doble numeración, a este salmo también se le refiere como el salmo 62 (61).
Se atribuye al rey David .
El salmo ofrece una advertencia para que el poder de uno no erosione la confianza en Dios .

## Contenido
El nombre de Jeduthun aparece al principio de este salmo, junto con los salmos 39 y 77. En 16:41-42 es uno de los cantores principales, y sus hijos eran porteros de la tienda del Arca de la Alianza. Su nombre se menciona, tal vez, como un honor especial.

## Usos

### Nuevo Testamento
El versículo 12 se cita en Mateo 16:27 y Romanos 2: 6 en el Nuevo Testamento.

## Texto
La siguiente tabla muestra el texto en hebreo del salmo con vocales, junto con el texto en griego koiné en la Septuaginta y la traducción al español de la Biblia del Rey Jacobo. Tenga en cuenta que el significado puede diferir ligeramente entre estas versiones, ya que la Septuaginta y el texto masorético provienen de tradiciones textuales diferentes. En la Septuaginta, este salmo está numerado como Salmo 61.
| #     | Hebreo                                                      | Español | Griego |
| ----- | ----------------------------------------------------------- | --- | --- |
| [ 7 ] | לַמְנַצֵּ֥חַ עַֽל־יְדוּת֗וּן מִזְמ֥וֹר לְדָוִֽד׃                                 | (Al músico principal, a Jeduthun, salmo de David). | Εἰς τὸ τέλος, ὑπὲρ ᾿Ιδιθούν· ψαλμὸς τῷ Δαυΐδ. -                                                                                   |
| 1     | אַ֣ךְ אֶל־אֱ֭לֹהִים דּֽוּמִיָּ֣ה נַפְשִׁ֑י מִ֝מֶּ֗נּוּ יְשׁוּעָתִֽי׃                         | En verdad, mi alma espera en Dios; de él viene mi salvación. | ΟΥΧΙ τῷ Θεῷ ὑποταγήσεται ἡ ψυχή μου; παρ᾿ αὐτῷ γὰρ τὸ σωτήριόν μου·                                                               |
| 2     | אַךְ־ה֣וּא צ֭וּרִי וִישׁוּעָתִ֑י מִ֝שְׂגַּבִּ֗י לֹא־אֶמּ֥וֹט רַבָּֽה׃                      | Solo él es mi roca y mi salvación; él es mi defensa; no seré sacudido.                                                                                             | καὶ γὰρ αὐτὸς Θεός μου καὶ σωτήρ μου, καὶ ἀντιλήπτωρ μου, οὐ μὴ σαλευθῶ ἐπὶ πλεῖον.                                               |
| 3     | עַד־אָ֤נָה ׀ תְּה֥וֹתְת֣וּ עַל־אִישׁ֮ תְּרָצְּח֢וּ כֻ֫לְּכֶ֥ם כְּקִ֥יר נָט֑וּי גָּ֝דֵ֗ר הַדְּחוּיָֽה׃     | ¿Hasta cuándo imaginaréis mal contra un hombre? Todos seréis muertos; seréis como un muro inclinado, como una valla que se derrumba.                               | ἕως πότε ἐπιτίθεσθε ἐπ᾿ ἄνθρωπον; φονεύετε πάντες ὡς τοίχῳ κεκλιμένῳ καὶ φραγμῷ ὠσμένῳ.                                           |
| 4     | אַ֤ךְ מִשְּׂאֵת֨וֹ ׀ יָ֥עֲצ֣וּ לְהַדִּיחַ֮ יִרְצ֢וּ כָ֫זָ֥ב בְּפִ֥יו יְבָרֵ֑כוּ וּ֝בְקִרְבָּ֗ם יְקַֽלְלוּ־סֶֽלָה׃ | Solo se consultan para derribarlo de su excelencia; se deleitan en la mentira; bendicen con la boca, pero maldicen en su interior. Selah.                          | πλὴν τὴν τιμήν μου ἐβουλεύσαντο ἀπώσασθαι, ἔδραμον ἐν δίψει, τῷ στόματι αὐτῶν εὐλόγουν καὶ τῇ καρδίᾳ αὐτῶν κατηρῶντο. (διάψαλμα). |
| 5     | אַ֣ךְ לֵ֭אלֹהִים דּ֣וֹמִּי נַפְשִׁ֑י כִּֽי־מִ֝מֶּ֗נּוּ תִּקְוָתִֽי׃                          | Alma mía, espera solo en Dios, porque de él viene mi esperanza. | πλὴν τῷ Θεῷ ὑποτάγηθι, ἡ ψυχή μου, ὅτι παρ᾿ αὐτῷ ἡ ὑπομονή μου.                                                                   |
| 6     | אַךְ־ה֣וּא צ֭וּרִי וִישׁוּעָתִ֑י מִ֝שְׂגַּבִּ֗י לֹ֣א אֶמּֽוֹט׃                          | Él solo es mi roca y mi salvación; él es mi refugio; no seré movido.                                                                                               | ὅτι αὐτὸς Θεός μου καὶ σωτήρ μου, ἀντιλήπτωρ μου, οὐ μὴ μεταναστεύσω.                                                             |
| 7     | עַל־אֱ֭לֹהִים יִשְׁעִ֣י וּכְבוֹדִ֑י צוּר־עֻזִּ֥י מַ֝חְסִ֗י בֵּאלֹהִֽים׃                   | En Dios está mi salvación y mi gloria: la roca de mi fortaleza y mi refugio está en Dios.                                                                          | ἐπὶ τῷ Θεῷ τὸ σωτήριόν μου καὶ ἡ δόξα μου· ὁ Θεὸς τῆς βοηθείας μου, καὶ ἡ ἐλπίς μου ἐπὶ τῷ Θεῷ.                                   |
| 8     | בִּטְח֘וּ ב֤וֹ בְכׇל־עֵ֨ת ׀ עָ֗ם שִׁפְכֽוּ־לְפָנָ֥יו לְבַבְכֶ֑ם אֱלֹהִ֖ים מַֽחֲסֶה־לָּ֣נוּ סֶֽלָה׃    | Confíen en él en todo momento; pueblo, derramen su corazón ante él: Dios es nuestro refugio. Selah.                                                                | ἐλπίσατε ἐπ᾿ αὐτὸν πᾶσα συναγωγὴ λαοῦ· ἐκχέετε ἐνώπιον αὐτοῦ τὰς καρδίας ὑμῶν, ὅτι ὁ Θεὸς βοηθὸς ἡμῶν. (διάψαλμα).                |
| 9     | אַ֤ךְ ׀ הֶ֥בֶל בְּנֵֽי־אָדָם֮ כָּזָ֢ב בְּנֵ֫י־אִ֥ישׁ בְּמֹאזְנַ֥יִם לַעֲל֑וֹת הֵ֝֗מָּה מֵהֶ֥בֶל יָֽחַד׃    | Ciertamente, los hombres de baja condición son vanidad, y los hombres de alta condición son mentira: al ser puestos en la balanza, son más ligeros que la vanidad. | πλὴν μάταιοι οἱ υἱοὶ τῶν ἀνθρώπων, ψευδεῖς οἱ υἱοὶ τῶν ἀνθρώπων ἐν ζυγοῖς τοῦ ἀδικῆσαι αὐτοὶ ἐκ ματαιότητος ἐπὶ τὸ αὐτό.          |
| 10    | אַל־תִּבְטְח֣וּ בְעֹשֶׁק֮ וּבְגָזֵ֢ל אַל־תֶּ֫הְבָּ֥לוּ חַ֤יִל ׀ כִּֽי־יָנ֑וּב אַל־תָּשִׁ֥יתוּ לֵֽב׃     | No confiéis en la opresión, ni os vanagloriéis con el robo; si aumentan las riquezas, no pongáis vuestro corazón en ellas.                                         | μὴ ἐλπίζετε ἐπ᾿ ἀδικίαν καὶ ἐπὶ ἁρπάγματα μὴ ἐπιποθεῖτε· πλοῦτος ἐὰν ῥέῃ, μὴ προστίθεσθε καρδίαν.                                 |
| 11    | אַחַ֤ת ׀ דִּבֶּ֬ר אֱלֹהִ֗ים שְׁתַּֽיִם־ז֥וּ שָׁמָ֑עְתִּי כִּ֥י עֹ֝֗ז לֵֽאלֹהִֽים׃                 | Dios ha hablado una vez; dos veces he oído esto: que el poder pertenece a Dios.                                                                                    | ἅπαξ ἐλάλησεν ὁ Θεός, δύο ταῦτα ἤκουσα, ὅτι τὸ κράτος τοῦ Θεοῦ,                                                                   |
| 12    | וּלְךָֽ־אֲדֹנָ֥י חָ֑סֶד כִּֽי־אַתָּ֨ה תְשַׁלֵּ֖ם לְאִ֣ישׁ כְּֽמַעֲשֵֽׂהוּ׃                       | También a ti, oh Señor, pertenece la misericordia, porque tú pagas a cada uno según sus obras.                                                                     | καὶ σοῦ, Κύριε, τὸ ἔλεος, ὅτι σὺ ἀποδώσεις ἑκάστῳ κατὰ τὰ ἔργα αὐτοῦ.                                                             |

## Comentarios

### De la iglesia católica

#### A todo el salmo
El Salmo 62 presenta una expresión clara y firme de confianza en Dios como única fuente de seguridad y salvación. El salmista declara que sólo en Dios descansa su alma, reconociéndolo como roca, salvación y baluarte, reiterando imágenes comunes en la tradición sapiencial y en salmos anteriores. La amenaza de los enemigos, descritos como hipócritas y violentos, no altera la convicción del orante, que reafirma su confianza con una repetición enfática de las mismas fórmulas de seguridad. La estructura del salmo refuerza su mensaje teológico: comienza y concluye con una confesión personal de fe, mientras que el centro desarrolla una exhortación al pueblo para que también confíe plenamente en Dios, quien conoce el corazón humano y retribuye según las obras. En este marco, la fragilidad del ser humano se contrasta con la fuerza, la misericordia y la justicia divinas. En la lectura cristiana, esta confianza se traslada a Cristo, quien promete descanso y alivio a quienes acuden a Él, cumpliendo en su persona la promesa de refugio proclamada en el salmo.

#### A los versículos 1-9
La confesión personal presente en estos versículos, junto con la de los versículos 6 y 7, resalta la relación única entre el salmista y Dios, quien es reconocido como fuente de paz y seguridad interior. Desde una perspectiva cristiana, esta confianza se profundiza al entender a Dios como Padre revelado en Jesucristo, cuya presencia y promesas fortalecen aún más la certeza del cuidado divino y la esperanza en medio de las adversidades:

Las oleadas son numerosas y peligrosas las tempestades, pero no tememos el naufragio: estamos consolidados sobre la roca. Aunque el mar se enfurezca, no demolerá la roca. Aunque las olas se agiten, no podrán hundir la barca de Jesús. (…) Me importa poco cuanto el mundo considera como temible. Me río de sus bienes. Ni temo la pobreza, ni deseo la riqueza. Ni tengo miedo a la muerte, ni deseo seguir viviendo, si no es para aprovechamiento espiritual.

La confianza en Dios se fundamenta en la certeza de que, al apoyarse en Él, no existe posibilidad de caer, incluso cuando la fragilidad humana es evidente, descrita mediante imágenes como «pared inclinada» y «tapia ruinosa» (v. 4), y cuando se enfrenta la hostilidad de los enemigos (v. 5). La experiencia personal del salmista al reconocer a Dios como refugio se proyecta hacia una dimensión colectiva, aludiendo a la posibilidad de que toda la comunidad encuentre en Él la misma protección —«mi refugio» se convierte en «nuestro refugio»—.

#### A los versículos 10-12
Como fundamento para exhortar a buscar refugio en Dios (vv. 8-9), el salmista recurre a una verdad nacida de la reflexión sapiencial: en comparación con Dios, el ser humano carece de consistencia (v. 10), y sus acciones malintencionadas, su poder o sus riquezas no le aseguran nada duradero. Esta certeza de que sólo en Dios se halla verdadera seguridad, y no en los bienes materiales, es recogida más adelante en la enseñanza de Jesucristo, quien advierte contra la acumulación de tesoros terrenales y afirma que nadie puede servir a dos señores (cf. Mt 6,24). A la experiencia humana se suma un motivo de autoridad superior: una palabra divina escuchada por el orante (v. 12), que revela el carácter misericordioso y justo de Dios, quien retribuye a cada persona según sus actos (v. 13).

## Esquema
Erhard S. Gerstenberger divide el salmo de la siguiente manera:
- Versículo 1: encabezado[13]
- Versículo 2f .: Anunciación[14]
- Versículo 4: censura[15]
- Versículo 5: Acusación[16]
- Versículos 6-8: Anunciación[17]
- Versículos 9-13: Amonestación[18]

## Interpretación
El erudito del Antiguo Testamento James Limburg considera central la idea de Dios como una roca en el Salmo. Finalmente, esta idea surge en los versículos 3, 7 y 8.